# Oñate-Vertrag
Der Oñate-Vertrag vom 29. Juli 1617 war eine Abmachung zwischen dem österreichischen und dem spanischen Zweig der Familie Habsburg zur Klärung der Erbfolge. Benannt ist das Abkommen nach dem spanischen Gesandten Íñigo Vélez de Guevara, Conde de Oñate.

## Vorgeschichte
Kaiser Matthias hatte keine legitimen Nachkommen. Seine nach dem Tod von Rudolf II. verbliebenen, ebenfalls kinderlosen Brüder verzichteten auf den Anspruch auf das Erbe. Als mögliche Nachfolger als König von Ungarn und Böhmen verblieben Philipp III. von Spanien und Erzherzog Ferdinand. Daraufhin kam es zwischen den beiden Familienzweigen zu Verhandlungen. Dabei wurde Melchior Khlesl als Kanzler von Kaiser Matthias nicht einbezogen.

## Inhalt
In dem zwischen beiden Seiten vereinbarten und von Kaiser Matthias bestätigten Abkommen verzichtete der spanische König zu Gunsten von Ferdinand und dessen männlicher Nachkommen auf die Ansprüche auf Ungarn und Böhmen. Zum Ausgleich erhielt er die strategisch wichtigen Landvogteien Ortenburg und Hagenau im Elsass. In einem geheimen Zusatzvertrag wurde festgelegt, dass die männlichen Nachkommen der spanischen Linie vor den weiblichen Nachkommen des österreichischen Zweiges beim Erbe bevorrechtigt wären. Außerdem sagte Ferdinand dem spanischen König – im Fall seiner Wahl zum Kaiser des Heiligen Römischen Reiches – die Übertragung der Lehen Finale und Piombino in Italien zu.

## Bedeutung
Der Vertrag, der 1631 noch einmal erneuert wurde, beendete die Konflikte im Haus Habsburg, die Ferdinands Königswahl in Ungarn und Böhmen verzögert hatte. Für Spanien sollte durch den Erwerb der Ländereien im Elsass die Verbindung zwischen den Spanischen Niederlanden und den italienischen Besitzungen verbessert werden.
Frankreich beurteilte den Vertrag später als Gefahr der Einkreisung durch Spanien. Eine direkte Ursache für den Ausbruch des Dreißigjährigen Krieges hatte er jedoch wohl nicht, da der Vertrag geheim blieb. Allerdings bedeutete er eine stärkere Bindung der österreichischen Habsburger an die spanische Linie, und damit stieg die Gefahr, in internationale Konflikte verwickelt zu werden.